# Russisch kenteken

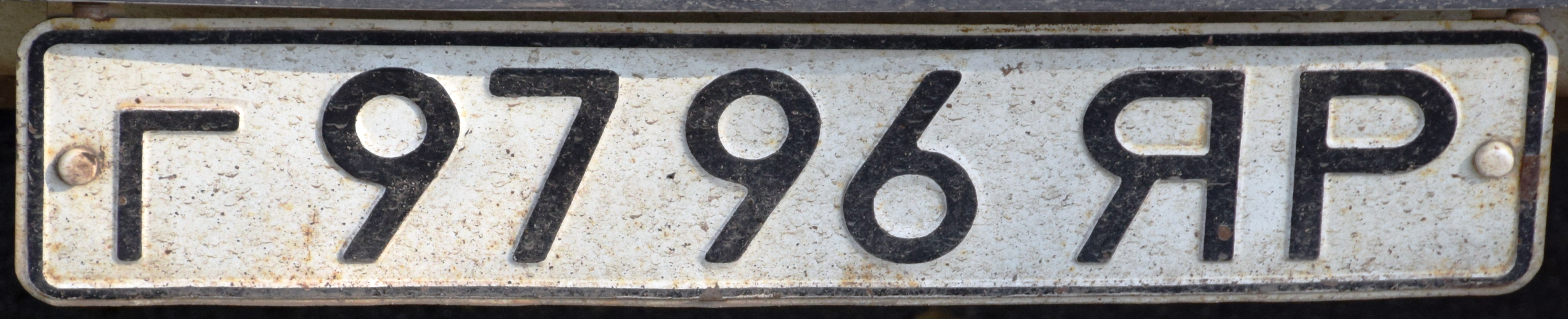
Kentekenplaat uit de Sovjet-Unie

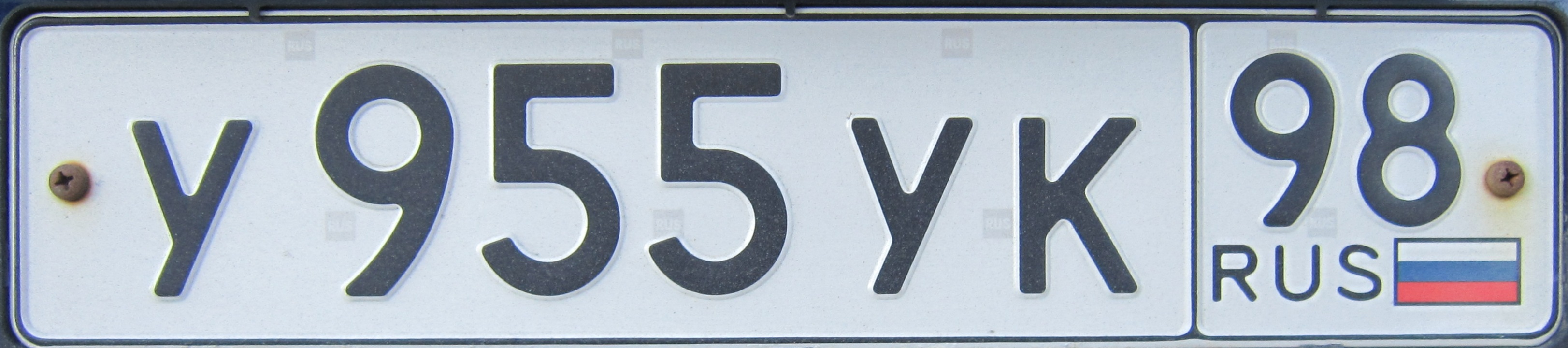
Kentekenplaat van een privévoertuig (Sint-Petersburg)

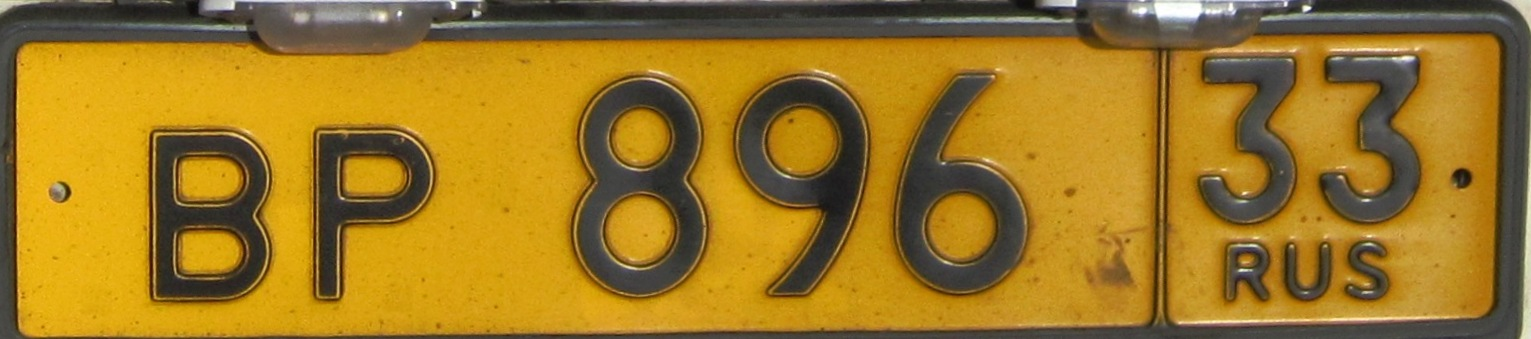
Kentekenplaat voor bussen en taxi's (Oblast Vladimir)

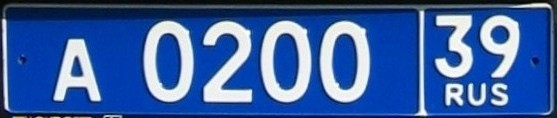
Kentekenplaat voor politievoertuigen

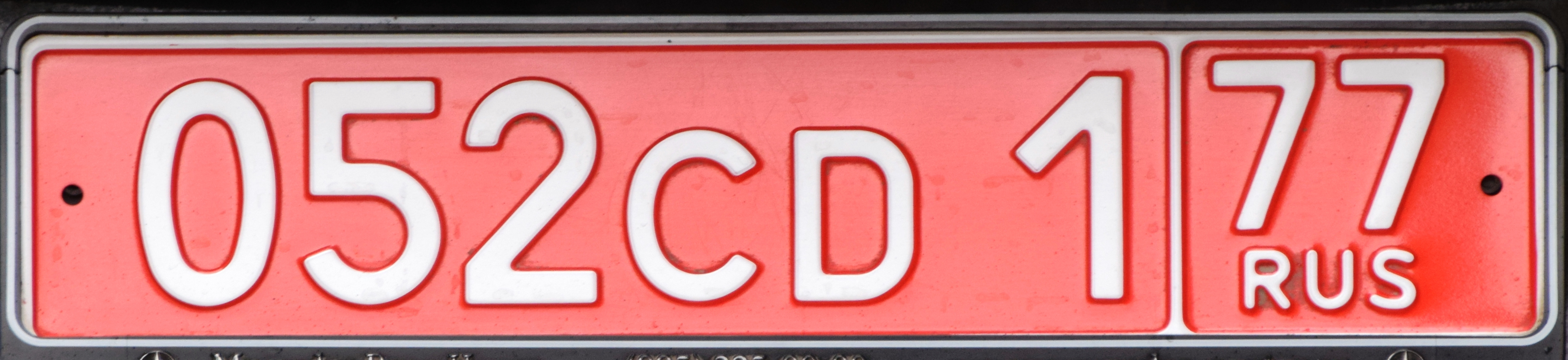
Ambassadeur van Nepal

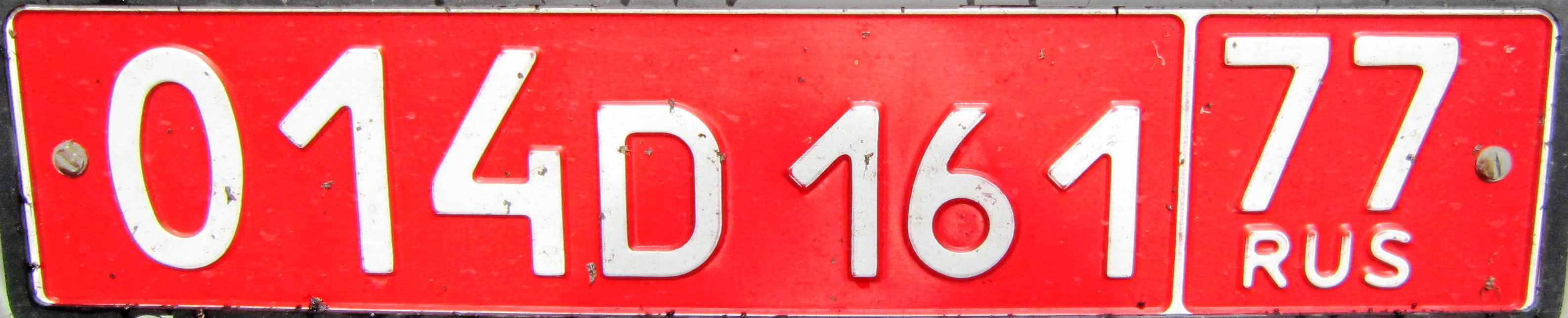
Consulaire afvaardiging Noorwegen

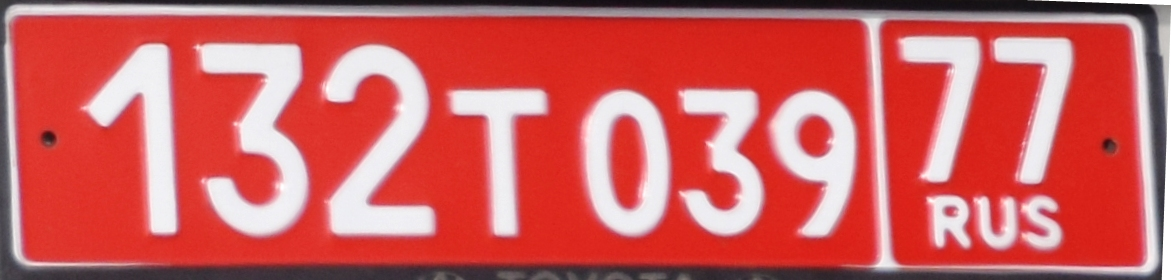
Administratief en technisch personeel ambassade (Litouwen)

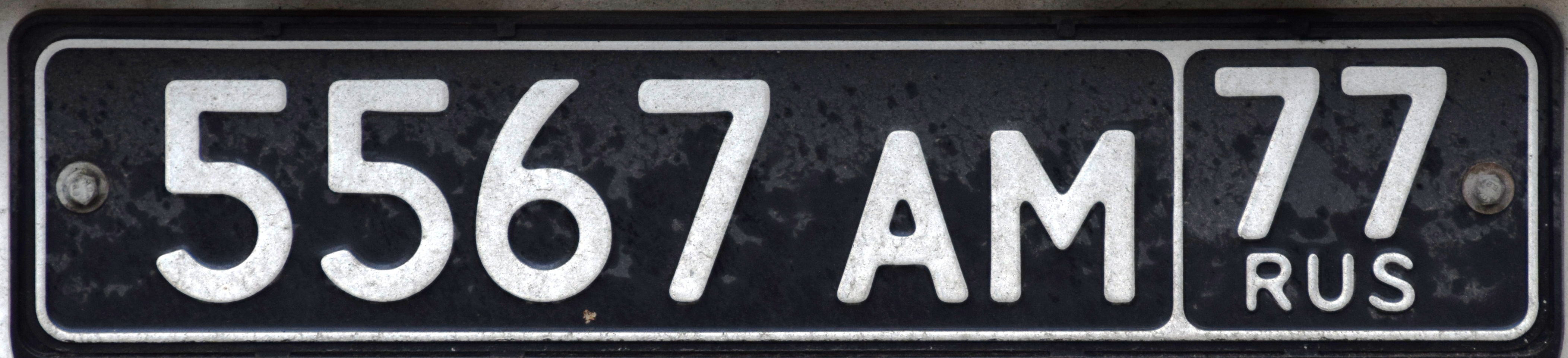
Militair kenteken (ministerie van defensie)

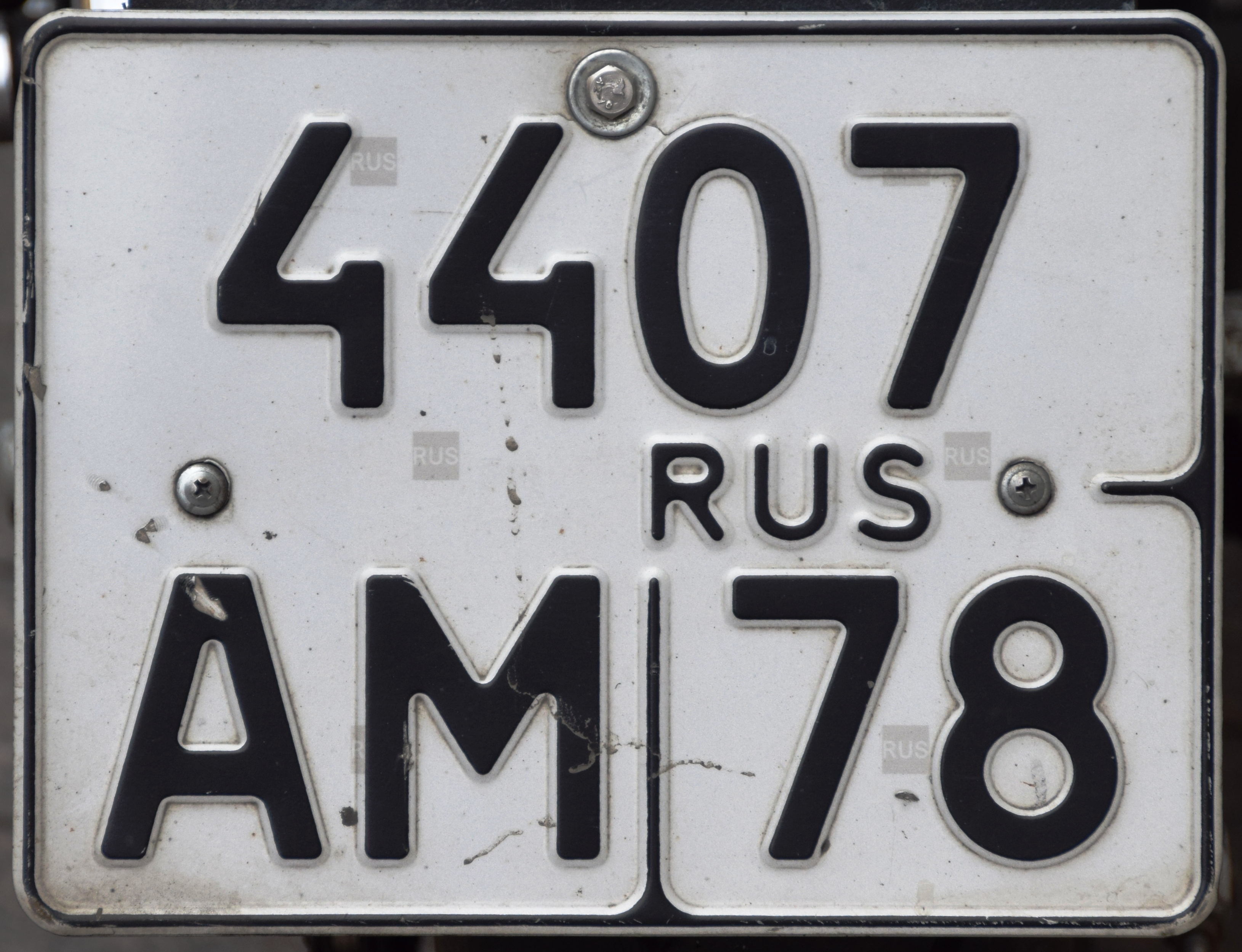
Motorfietskentekenplaat (Sint-Petersburg)

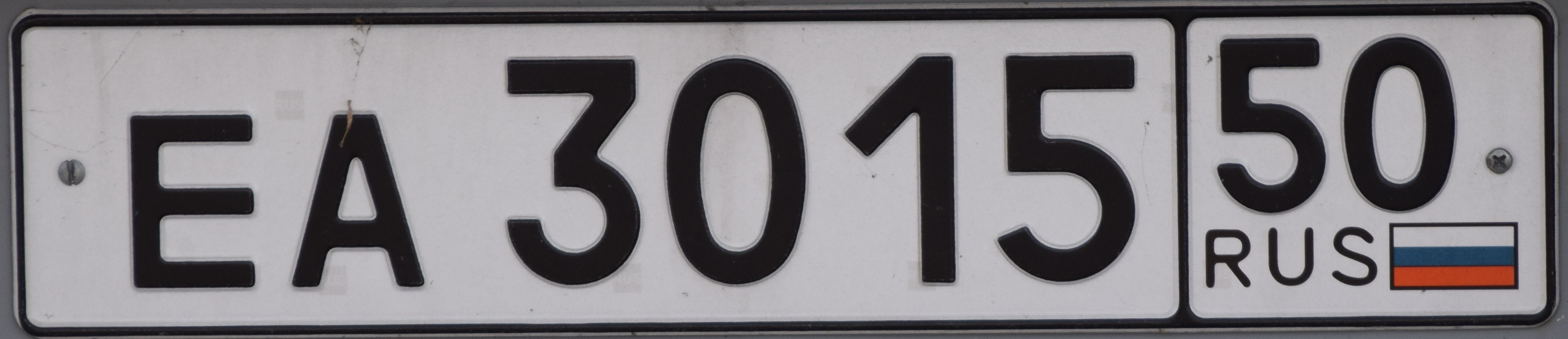
Trailerkentekenplaat (Oblast Moskou)

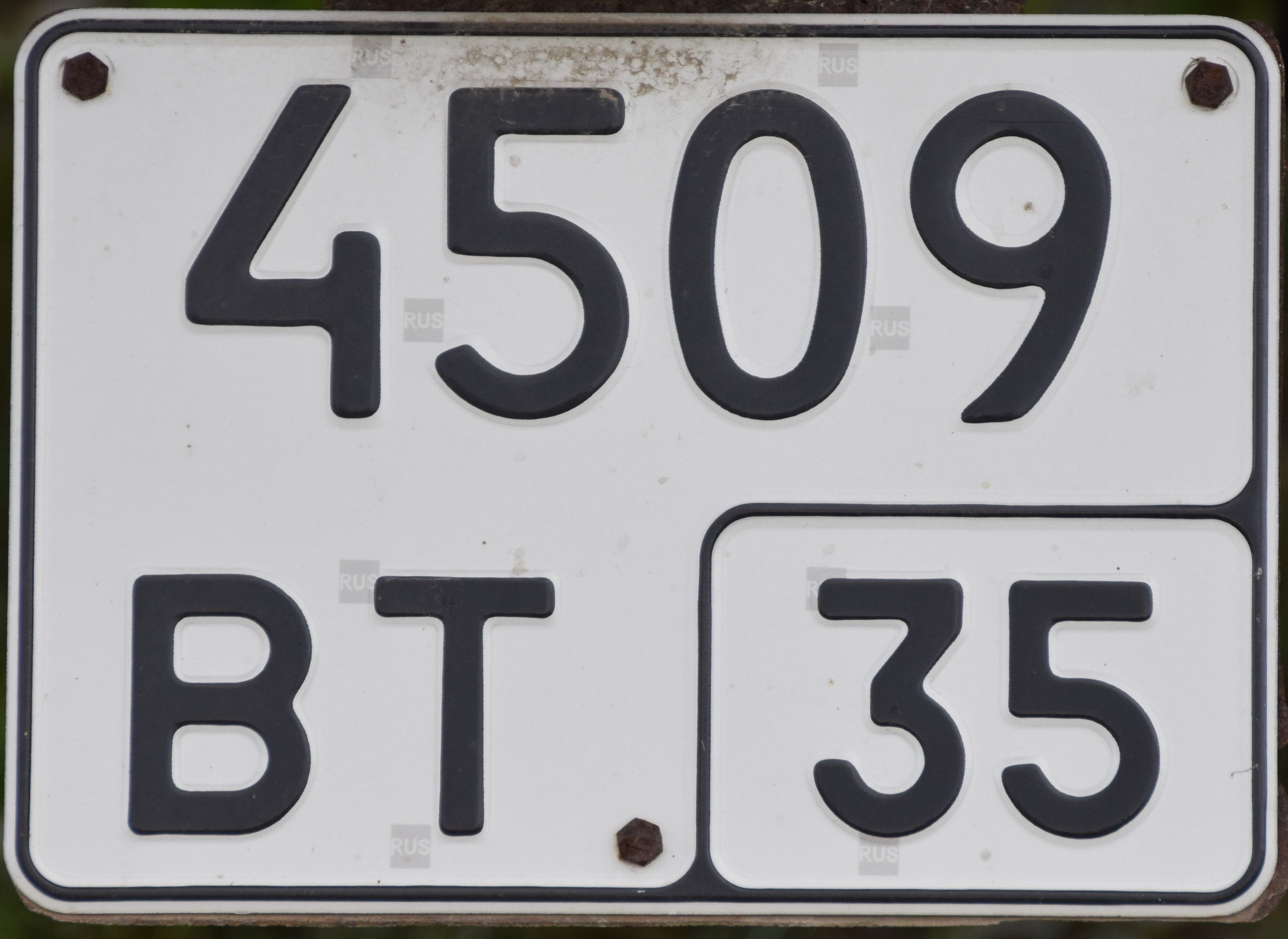
Agrarische plaat (Oblast Vologda)

Het Russische kenteken voor een personenauto bestaat uit een witte plaat met twee vakken. In het linkervak staan één of twee kleinere letters, gevolgd door drie of vier cijfers en wat kleinere letters in het zwart. In het rechtervak staat de Russische vlag met de letters RUS en een getal. Dit getal geeft de herkomst aan, waar de auto in Rusland geregistreerd staat. De letters zijn Cyrillisch, maar er is gekozen voor die Cyrillische letters die lijken op Latijnse letters, waarbij afwijkende Cyrillische letters worden gemeden, zoals Б, Г, Д, Ж, З, etc. omdat die in landen met een Latijns alfabet problemen kunnen geven met het noteren en met automatische nummerplaatherkenning. Dit betekent dat er maar 12 letters beschikbaar zijn, en 1.726.272 combinaties mogelijk zijn. Om dit probleem op te lossen hebben regio's vaak een tweede code als hun eerste vol is. Moskou-stad heeft 9 verschillende regionale getallen. Vaak krijgen regio's nieuwe getallen die hetzelfde zijn als hun oude maar met een 1 of een 7 er achter. De reden dat er is gekozen voor een 7 in plaats van 2 is onbekend.
Naast de witte kentekenplaat zijn er gele kentekenplaten. Deze worden gebruikt bij het commerciële vervoer, zoals bussen en taxi's. Blauwe kentekenplaten worden gebruikt op politievoertuigen en rode kentekenplaten zijn diplomatieke kentekenplaten. Diplomatieke kentekenplaten zijn er met CD, D en T:
- CD: een auto met dit kenteken is geregistreerd bij een ambassadeur of een andere persoon met de rang van hoofd van een diplomatieke missie.
- D: het kenteken wordt afgegeven aan een auto behorend tot een diplomatieke missie, consulaire post, internationale organisatie of werknemer van een dergelijk representatief bureau (instelling, organisatie) met een diplomatieke status.
- T: het kenteken is afgegeven aan de auto van een medewerker van een diplomatieke missie, consulaire post, een internationale organisatie die geen diplomatieke status heeft (administratief en technisch personeel).

Zwarte kentekenplaten worden gebruikt door het leger.

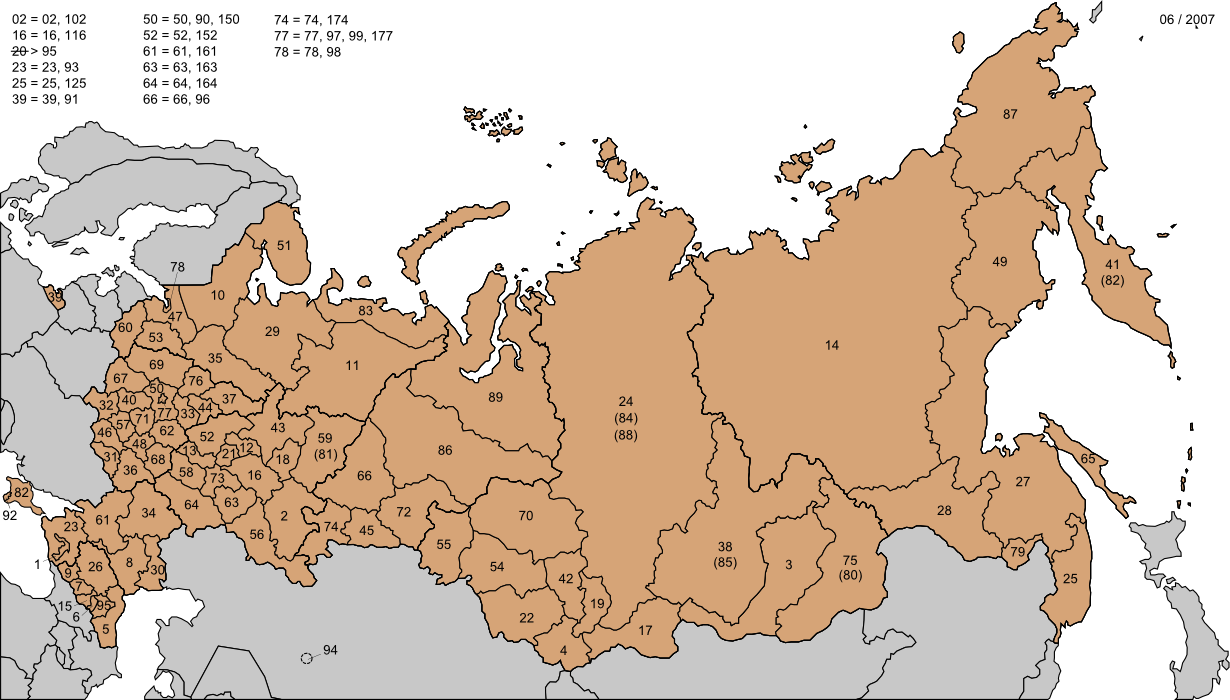
Herkomst kentekenplaten in Rusland

## Herkomstlijst
| Getal | Herkomst kenteken | Federaal district    |
| ----- | --- | -------------------- |
| 01    | Republiek Adygea | Zuidelijk            |
| 02    | Republiek Basjkirostan | Wolga                |
| 03    | Republiek Boerjatië | Siberië              |
| 04    | Republiek Altaj | Siberië              |
| 05    | Republiek Dagestan | Noordelijke Kaukasus |
| 06    | Republiek Ingoesjetië | Noordelijke Kaukasus |
| 07    | Republiek Kabardië-Balkarië                                                                                                | Noordelijke Kaukasus |
| 08    | Republiek Kalmukkië | Zuidelijk            |
| 09    | Republiek Karatsjaj-Tsjerkessië                                                                                            | Noordelijke Kaukasus |
| 10    | Republiek Karelië | Noordwestelijk       |
| 11    | Republiek Komi | Noordwestelijk       |
| 12    | Republiek Mari El | Wolga                |
| 13    | Republiek Mordovië | Wolga                |
| 14    | Republiek Jakoetië | Verre Oosten         |
| 15    | Republiek Noord-Ossetië | Noordelijke Kaukasus |
| 16    | Republiek Tatarije | Wolga                |
| 17    | Republiek Toeva | Siberië              |
| 18    | Republiek Oedmoertië | Wolga                |
| 19    | Republiek Chakassië | Siberië              |
| 20    | Republiek Tsjetsjenië (vervallen nu: 95)                                                                                   | Noordelijke Kaukasus |
| 21    | Republiek Tsjoevasjië | Wolga                |
| 22    | Kraj Altaj | Siberië              |
| 23    | Kraj Krasnodar | Zuidelijk            |
| 24    | Kraj Krasnojarsk (samenvoeging van de okroeg Tajmyr (84) en Evenkië (88))                                                  | Siberië              |
| 25    | Kraj Primorje | Verre Oosten         |
| 26    | Kraj Stavropol | Noordelijke Kaukasus |
| 27    | Kraj Chabarovsk | Verre Oosten         |
| 28    | Oblast Amoer | Verre Oosten         |
| 29    | Oblast Archangelsk | Noordwestelijk       |
| 30    | Oblast Astrachan | Zuidelijk            |
| 31    | Oblast Belgorod | Centraal             |
| 32    | Oblast Brjansk | Centraal             |
| 33    | Oblast Vladimir | Centraal             |
| 34    | Oblast Wolgograd | Zuidelijk            |
| 35    | Oblast Vologda | Noordwestelijk       |
| 36    | Oblast Voronezj | Centraal             |
| 37    | Oblast Ivanovo | Centraal             |
| 38    | Oblast Irkoetsk (Samenvoeging van Oest-Orda Boerjatië (85) en de oblast Irkoetsk)                                          | Siberië              |
| 39    | Oblast Kaliningrad | Noordwestelijk       |
| 40    | Oblast Kaloega | Centraal             |
| 41    | Oblast Kamtsjatka (samenvoeging van Korjakië (82) en de kraj Kamtsjatka)                                                   | Verre Oosten         |
| 42    | Oblast Kemerovo | Siberië              |
| 43    | Oblast Kirov | Wolga                |
| 44    | Oblast Kostroma | Centraal             |
| 45    | Oblast Koergan | Oeral                |
| 46    | Oblast Koersk | Centraal             |
| 47    | Oblast Leningrad | Noordwestelijk       |
| 48    | Oblast Lipetsk | Centraal             |
| 49    | Oblast Magadan | Verre Oosten         |
| 50    | Oblast Moskou | Centraal             |
| 51    | Oblast Moermansk | Noordwestelijk       |
| 52    | Oblast Nizjni Novgorod | Wolga                |
| 53    | Oblast Novgorod | Noordwestelijk       |
| 54    | Oblast Novosibirsk | Siberië              |
| 55    | Oblast Omsk | Siberië              |
| 56    | Oblast Orenburg | Wolga                |
| 57    | Oblast Orjol | Centraal             |
| 58    | Oblast Penza | Wolga                |
| 59    | Oblast Perm (samenvoeging van Permjakië (81) en de kraj Perm)                                                              | Wolga                |
| 60    | Oblast Pskov | Noordwestelijk       |
| 61    | Oblast Rostov | Zuidelijk            |
| 62    | Oblast Rjazan | Centraal             |
| 63    | Oblast Samara | Wolga                |
| 64    | Oblast Saratov | Wolga                |
| 65    | Oblast Sachalin | Verre Oosten         |
| 66    | Oblast Sverdlovsk (Jekaterinenburg)                                                                                        | Oeral                |
| 67    | Oblast Smolensk | Centraal             |
| 68    | Oblast Tambov | Centraal             |
| 69    | Oblast Tver | Centraal             |
| 70    | Oblast Tomsk | Siberië              |
| 71    | Oblast Toela | Centraal             |
| 72    | Oblast Tjoemen | Oeral                |
| 73    | Oblast Oeljanovsk | Wolga                |
| 74    | Oblast Tsjeljabinsk | Oeral                |
| 75    | Oblast Tsjita (samenvoeging van Aga-Boerjatië (80) en de kraj Transbaikal)                                                 | Siberië              |
| 76    | Oblast Jaroslavl | Centraal             |
| 77    | Stad Moskou | Centraal             |
| 78    | Stad Sint-Petersburg | Noordwestelijk       |
| 79    | Joodse Autonome Oblast | Verre Oosten         |
| 80    | Aga-Boerjatië (samenvoeging van Oblast Tsjita (75) en Kraj Transbaikal)                                                    | Siberië              |
| 81    | Permjakië (samenvoeging van de kraj Perm (59) en Permjakië)                                                                | Wolga                |
| 82    | Republiek Krim | Krim                 |
| 82    | Korjakië (samenvoeging van de oblast Kamtsjatka (41) en de kraj Kamtsjatka)                                                | Verre Oosten         |
| 83    | Nenetsië | Noordwestelijk       |
| 84    | Okroeg Tajmyr (samenvoeging van Evenkië (88) en de kraj Krasnojarsk (24))                                                  | Siberië              |
| 85    | Oest-Orda Boerjatië | Siberië              |
| 86    | Chanto-Mansië | Oeral                |
| 87    | Tsjoekotka | Verre Oosten         |
| 88    | Evenkië | Siberië              |
| 89    | Jamalië | Oeral                |
| 90    | Oblast Moskou | Centraal             |
| 91    | Oblast Kaliningrad | Noordwestelijk       |
| 92    | Stad Sebastopol | Krim                 |
| 93    | Kraj Krasnodar | Zuidelijk            |
| 94    | Gebieden buiten de Russische Federatie, vallend onder de verantwoordelijkheid van Russische binnenlandse zaken (Bajkonoer) | Buitenland           |
| 95    | Republiek Tsjetsjenië | Noordelijke Kaukasus |
| 96    | Oblast Sverdlovsk | Oeral                |
| 97    | Stad Moskou | Centraal             |
| 98    | Stad Sint-Petersburg | Noordwestelijk       |
| 99    | Stad Moskou | Centraal             |
| 102   | Republiek Basjkirostan | Wolga                |
| 113   | Republiek Mordovië | Wolga                |
| 116   | Republiek Tatarije | Wolga                |
| 121   | Republiek Tsjoevasjië | Wolga                |
| 123   | Kraj Krasnodar | Zuidelijk            |
| 124   | Kraj Krasnojarsk | Siberië              |
| 125   | Kraj Primorje | Verre Oosten         |
| 126   | Kraj Stavropol | Noordelijke Kaukasus |
| 134   | Oblast Wolgograd | Zuidelijk            |
| 136   | Oblast Voronezj | Centraal             |
| 138   | Oblast Irkoetsk | Siberië              |
| 142   | Oblast Kemerovo | Siberië              |
| 150   | Oblast Moskou | Centraal             |
| 152   | Oblast Nizjni Novgorod | Wolga                |
| 154   | Oblast Novosibirsk | Siberië              |
| 159   | Kraj Perm | Wolga                |
| 161   | Oblast Rostov | Zuidelijk            |
| 163   | Oblast Samara | Wolga                |
| 164   | Oblast Saratov | Wolga                |
| 173   | Oblast Oeljanovsk | Wolga                |
| 174   | Oblast Tsjeljabinsk | Oeral                |
| 177   | Stad Moskou | Centraal             |
| 178   | Stad Sint-Petersburg | Noordwestelijk       |
| 186   | Chanto-Mansië | Oeral                |
| 190   | Oblast Moskou | Centraal             |
| 196   | Oblast Sverdlovsk | Oeral                |
| 197   | Stad Moskou | Centraal             |
| 198   | Stad Sint-Petersburg | Noordwestelijk       |
| 199   | Stad Moskou | Centraal             |
| 716   | Republiek Tatarije | Wolga                |
| 750   | Oblast Moskou | Centraal             |
| 763   | Oblast Samara | Wolga                |
| 777   | Stad Moskou | Centraal             |
| 799   | Stad Moskou | Centraal             |